# Сукмановский сельсовет
Сукмановский сельсовет — муниципальное образование со статусом сельского поселения в составе Жердевского района Тамбовской области Российской Федерации
Административный центр — село Сукмановка.

## История
В соответствии с Законом Тамбовской области от 17 сентября 2004 года № 232-З установлены границы муниципального образования и статус сельсовета как сельского поселения.

## Население
| 2010  | 2012  | 2013  | 2014  | 2015  | 2016  | 2017  |
| ----- | ----- | ----- | ----- | ----- | ----- | ----- |
| 1161  | ↘1131 | ↘1118 | ↘1082 | ↘1071 | ↘1053 | ↘1042 |
| 2018  | 2019  | 2020  | 2021  |       |       |       |
| ↘1011 | ↘963  | ↘932  | ↘836  |       |       |       |

## Состав сельского поселения
| № | Населённый пункт | Тип населённого пункта       | Население |
| - | ---------------- | ---------------------------- | --------- |
| 1 | Ивановка         | село                         | ↘222      |
| 2 | Сукмановка       | село, административный центр | ↘939      |